# 縱貫線 (客運)
縱貫線，為臺灣公路客運行駛的路線名稱，事實上有多條路線被稱為縱貫線。

## 歷史
在國道一號（中山高速公路）通車以前，西部走廊的客運只能行駛省道，被稱為縱貫線，包括合法及非法業者均有行駛。在中山高速公路通車之後，縱貫線式微，長途路線改道，只剩下一些仍有通勤需求的短程路線。

## 現存路線
- 原公路局縱貫線：經由省道台一線的客運路線，釋出路權後由多家客運公司共營。
- 福和客運縱貫線：由福和客運經營的基隆－德霖學院及金山－板橋客運路線，路線牌即寫上縱貫線字樣。

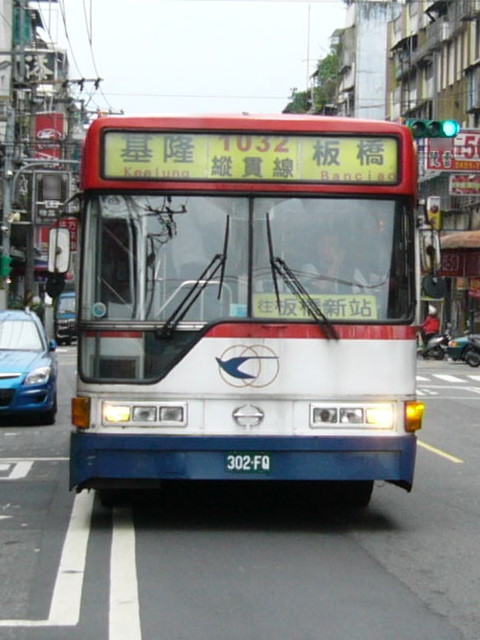
基隆客運縱貫線車輛